# Collada de Carmona
De Collada de Carmona is een beklimming, gelegen in Cantabrië in het noorden van Spanje. De beklimming ligt aan de weg die van Puentenansa naar Cabuérniga voert.
De beklimming is 611 meter hoog. 
In 2007 was de beklimming opgenomen in de Ronde van Spanje. De Nederlander Karsten Kroon kwam als eerste over de top. Ook bij de volgende beklimming, de Palombera, kwam hij als eerste boven. Op weg naar de finishplaats Reinosa werd hij ingelopen door het peloton.
| Jaar | Etappe | Start             | Aankomst                 | Eerste boven       |
| ---- | ------ | ----------------- | ------------------------ | ------------------ |
| 2001 | 6      | Cangas de Onís    | Torrelavega              | Iñigo Cuesta       |
| 2005 | 14     | Nestlé La Penilla | Lagos de Covadonga       | Joaquim Rodríguez  |
| 2007 | 5      | Cangas de Onís    | Reinosa                  | Karsten Kroon      |
| 2017 | 18     | Suances           | Santo Toribio de Liébana | José Joaquín Rojas |